# Bruno Coulais
Bruno Coulais (ur. 13 stycznia 1954 w Paryżu) – francuski kompozytor, znany z tworzenia muzyki filmowej, m.in. do cenionych filmów przyrodniczych Mikrokosmos (1996) oraz Makrokosmos (2001). W 2004 otrzymał Europejską Nagrodę Filmową, a w 2005 Cezara za muzykę do filmu Pan od muzyki.

## Nagrody
- Cezar
  - Najlepsza muzyka: 1997 Mikrokosmos
  - 2000 Himalaya - Dzieciństwo wodza
  - 2005 Pan od muzyki